# Selección de rugby league de España
La Selección de rugby league de España representa a España en competiciones de selecciones nacionales de rugby league. 
El ente encargado de la selección es la Asociación Española de Rugby League.
Está afiliado a la Rugby League European Federation. 
No ha logrado clasificar a la  Copa del Mundo de Rugby League.

## Historia
Su primer encuentro internacional disputado fue frente al seleccionado de Bélgica en Bruselas el 25 de mayo de 2014, resultado ganador por un marcador de 12 a 10.
En el año 2015 obtiene su primer torneo internacional, el Campeonato Europeo División C, luego de vencer a las selecciones de Malta y Grecia.
En el campeonato Europeo B del año 2018, obtiene el segundo puesto, lo que le permitirá participar por primera vez en el Campeonato Europeo A en el año 2020.

## Historial
Actualizado a 10 de diciembre de 2023. Balance de los test matches disputados por España
| País         | Jugados | Ganados | Empates | Perdidos | % Victorias |
| ------------ | ------- | ------- | ------- | -------- | ----------- |
| Alemania     | 1       | 0       | 0       | 1        | 0%          |
| Bélgica      | 2       | 2       | 0       | 0        | 100%        |
| Grecia       | 1       | 1       | 0       | 0        | 0%          |
| Irlanda      | 2       | 0       | 0       | 2        | 0%          |
| Italia       | 2       | 0       | 0       | 2        | 0%          |
| Letonia      | 1       | 1       | 0       | 0        | 100%        |
| Malta        | 1       | 1       | 0       | 0        | 100%        |
| Países Bajos | 1       | 0       | 0       | 1        | 0%          |
| Rusia        | 2       | 1       | 0       | 1        | 50%         |
| Serbia       | 2       | 0       | 0       | 2        | 0%          |
| Total        | 15      | 6       | 0       | 9        | 42.86%      |

## Palmarés
Campeonato Europeo de Rugby League División C
- Campeón (1): 2015

## Participación en copas

#### Copa del Mundo de Rugby League
- 1954 al 2013: sin  participación
- 2017 : no clasificó[1]
- 2021 : no clasificó

#### Campeonato Europeo B
- 2018 : 2° puesto

#### Campeonato Europeo C
- 2015 : Campeón[2]